# The Man Against the Sky (Robinson)

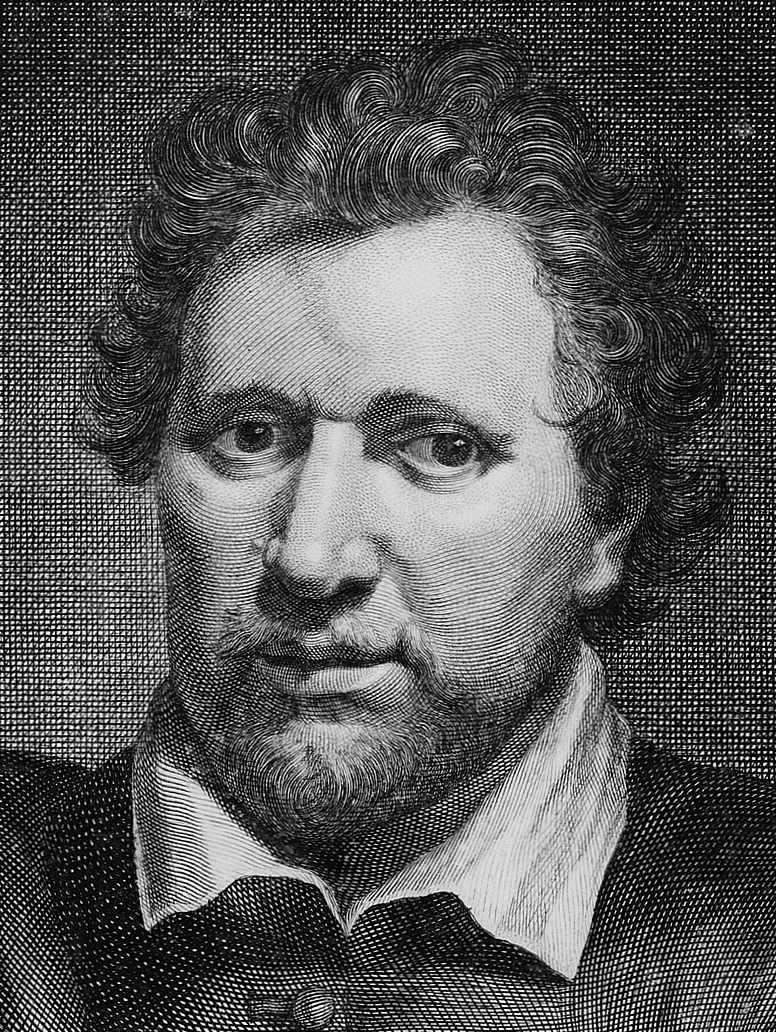
Bohaterem jednego z wierszy z tomiku The Man Against the Sky jest elżbietański dramaturg Ben Jonson, autor sztuki Volpone, albo Lis

The Man Against the Sky – tomik wierszy amerykańskiego poety Edwina Arlingtona Robinsona, opublikowany w Nowym Jorku w 1921 nakładem The Macmillan Company. Został zadedykowany pamięci Williama Edwarda Butlera. Zbiorek ma ponad sto sześćdziesiąt stron i zawiera między innymi wiersze Flammonde, The Gift of God, The Clinging Vine, Cassandra, John Gorham, Stafford’s Cabin i Hillcrest. Wśród zaprezentowanych utworów znalazł się też monolog dramatyczny Ben Jonson Entertains a Man from Stratford.